# بابی برد
بابی برد (انگلیسی: Bobby Byrd؛ ۱۵ اوت ۱۹۳۴ – ۱۲ سپتامبر ۲۰۰۷) یک موسیقی‌دان اهل ایالات متحده آمریکا بود.
 وی بین سال‌های ۱۹۵۵ تا ۱۹۹۶ میلادی فعالیت می‌کرد.